# Château de Rathsamhausen
Le château de Rathsamhausen est un ancien château-fort du XIe siècle, de nos jours ruiné, dont les vestiges se dressent sur la commune française d'Ottrott, dans le  département du Bas-Rhin, en région Grand Est.
Les ruines du château font l'objet d'une inscription au titre des monuments historiques. La tour-donjon a fait l'objet d'une campagne de restauration en 2019.

## Localisation
Les vestiges du château de Rathsamhausen sont situés à Ottrott, dans l'arrondissement de Molsheim et dans la communauté de communes des Portes de Rosheim, dans le département français du Bas-Rhin. C'est une propriété privée.

## Historique
L'endroit a sans doute été occupé au XIe siècle par une construction en bois. Un édifice fut construit en pierres après un incendie en 1100, il fut détruit de nouveau par un incendie vers 1250. Le grand donjon rectangulaire fut édifié vers 1200 avec une enceinte du logis peu de temps après. Le site est démembré au début du XIIIe siècle et un fossé va isoler le donjon. Le château prendra le nom de Hinterlutzelbourg et Rathsamhausen dès 1561. Un renforcement du mur de la courtine et un donjon rond sont faits en réaction au château de Lutzelbourg, dénommé auparavant Vorderlutzelbourg. Au XIVe siècle, l'enceinte est finie, le château de Lutzelbourg est racheté en 1392 par la famille de Rathsamhausen après un incendie et est rebâti vers 1400. Les armoiries sont alors situées dans le logis. Il subit des travaux au XVe siècle, notamment sur les parties hautes des fausses braies, de l'avant porte et de la barbacane. Les châteaux sont ensuite abandonnés au XVIe siècle et début du XVIIe siècle avant de recevoir une restauration et une consolidation au XIXe siècle. Des travaux historiques justifient les datations

## Description
La tour d'habitation quadrangulaire, crénelé à son sommet, date de la fin du XIIe siècle. Le donjon cylindrique ou bergfried date du XIIIe siècle, et était pourvu à son sommet d'une galerie de hourds.
Un « bâton à feu » en bronze daté de la fin du XIVe siècle, a été mis au jour sur le site.

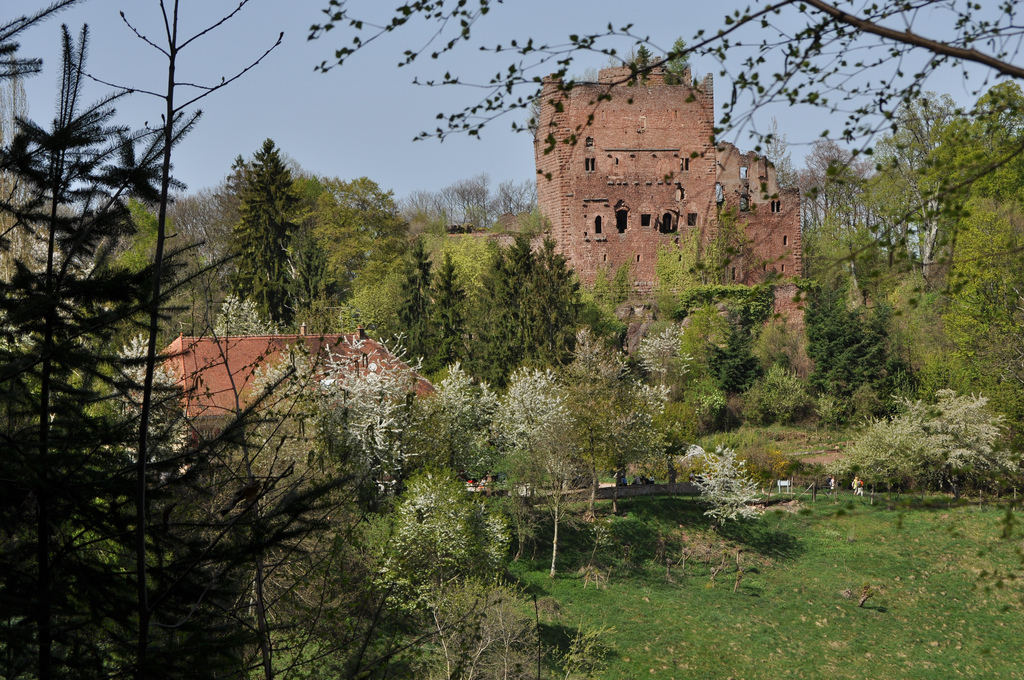
Vue sur le château.
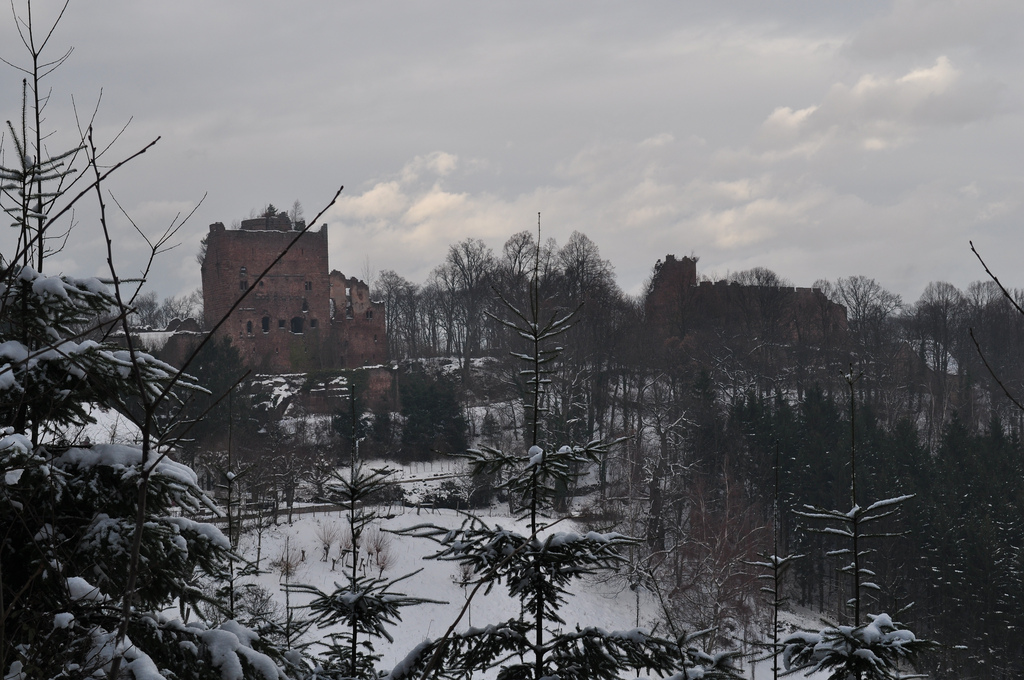
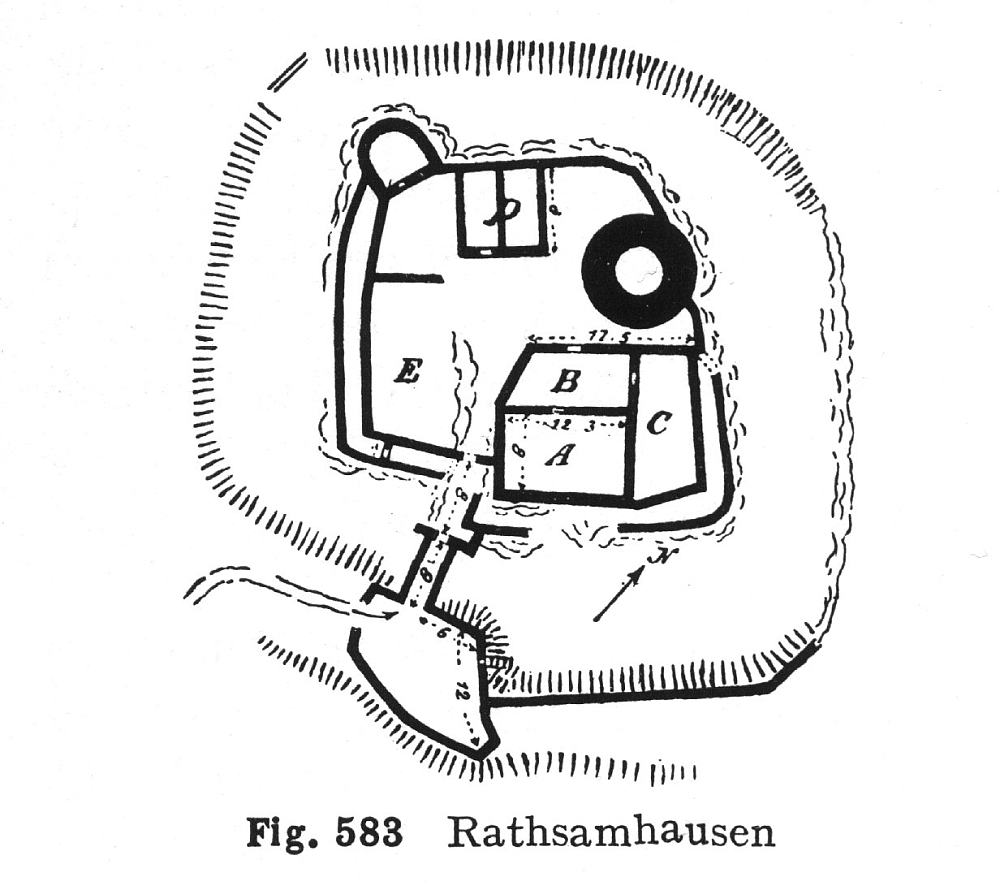
A : maison-tour, B : cour du château central, C : bâtiment résidentiel, E : cuisine, p : bâtiment inconnu du XVe siècle.
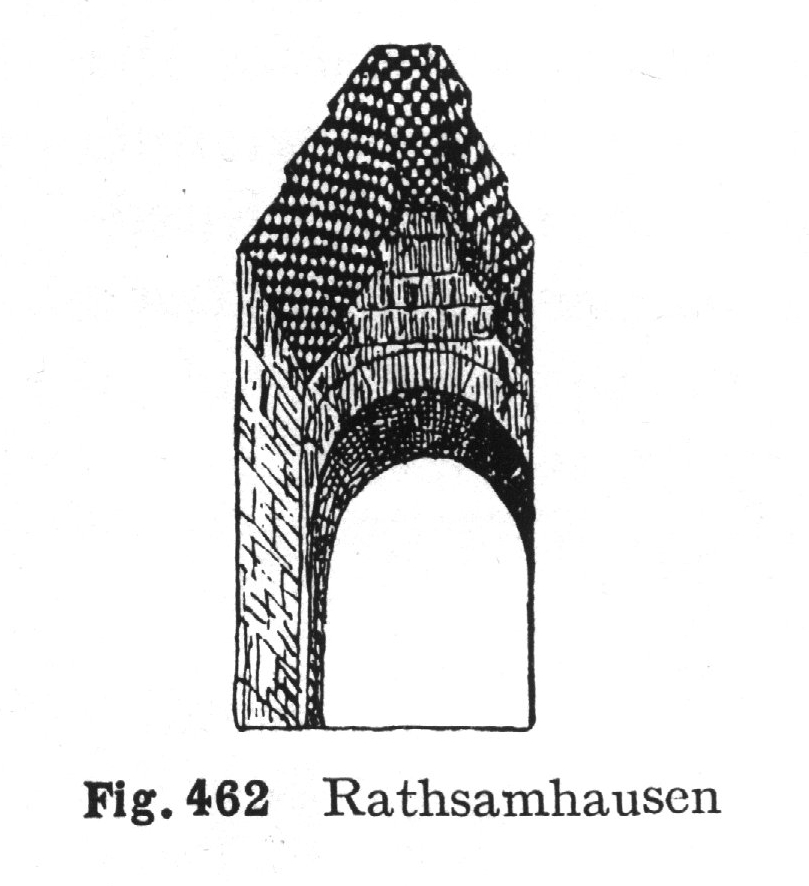
Fenêtre de la maison-tour.

## Protection
Les ruines du château de Rathsamhausen sont inscrites au titre des monuments historiques par arrêté du 30 décembre 1985.